# 藤本真由
藤本 真由（ふじもと まゆ・1991年12月25日 - ）は、日本の女性モデル、元レースクイーンである。
岐阜県出身。スタイルコーポレーション所属。愛称は「まゆすけ」。
同姓同名のフリーライターとアニメーターが存在するが別人である。

## 来歴・人物
- 高校卒業後は靴屋でアルバイトをしていたが[1]、2012年11月、でちゃう!ガールのオーディションに合格[2]したのを機にア・ライズプロモーション[3]に入りモデル活動を開始[4]。2013年、NGKスパークガールズに就任し、2年間務める[5]。その後2014年にスタイルコーポレーションへ移籍し現在に至る。
- 趣味は読書、コスメ集め。特技はブリッジが出来る事。
- 中学・高校時代はバレーボール部に入っていた[6]。
- 兄が1人いる[7]。
- ア・ライズ時代の同僚である枇杷田えみ[3][8]や、スリーライズ所属の立花かな[9]と仲が良い。
- 2021年11月19日、レースクイーンを引退することを自身のTwitterで発表した。
- 2022年3月26日、同年3月1日に結婚したことを自身のInstagramで発表した。

## 活動

### レースクイーン
- 全日本ロードレース選手権「DOGFISH オーテックスズカ “DOGFISH GALS”」（2013年）[10][11]
- スーパー耐久「ingsスーパーレースクイーン」（2014年）[12]
- SUPER GT「LEXUS TEAM KeePer TOM’S “モデリスタカスタマイズクイーン”」（2015年 - 2016年）[13]
- TOYOTA GAZOO Racing「GAZOO Lady」（2017年）[14]
- SUPER GT TGR TEAM SARD  “オウルテックレディー”」（2020年）[15]相方は武田美憂[16]

### イメージガール
- でちゃう!ガール（2012年[2] - 現在）
- 日本特殊陶業「NGKスパークガールズ」（2013年 - 2015年3月）[3][5]

### テレビ出演
- ノブナガ「名古屋の人気撮影会モデル 当てるまでノブれま10」（CBCテレビ・2013年11月30日放送）[17]

### イベント出演
- 東京モーターショー「BMW MINIブース」（2013年）[18]
- 東京ゲームショウ「コーエーテクモブース」（2014年）[19]
- 東京オートサロン
  - NGKブース（2014年・2015年） - NGKスパークガールズとして
  - トヨタ・モデリスタブース（2016年・2017年） - モデリスタカスタマイズクイーンとして